# اینگوه هالین
اینگوه هالین (انگلیسی: Yngve Hallén؛ زادهٔ ۱۴ مارس ۱۹۶۸) سیاستمدار، روزنامه‌نگار، و بازیکن فوتبال اهل نروژ است.